# Griekenland op de Olympische Zomerspelen 1948
Griekenland nam deel aan de Olympische Zomerspelen 1948 in Londen, Engeland. Net als in 1936 won het geen medaille.

## Deelnemers en resultaten

### Atletiek
| Olympiër                                                                       | Discipline               | Resultaat | Prestatie                                           |
| ------------------------------------------------------------------------------ | ------------------------ | --------- | --------------------------------------------------- |
| Stefanos Petrakis                                                              | 100m (m)                 | series    | serie 10: 5de                                       |
| Stefanos Petrakis                                                              | 200m (m)                 | series    | serie 2: 4de                                        |
| Georgios Karageorgos                                                           | 400m (m)                 | 51e       | serie 1: 4de in 54,5                                |
| Stefanos Petrakis                                                              | 400m (m)                 | 51e       | serie 11: 4de in 54,5                               |
| Stylianos Stratakos                                                            | 400m (m)                 | 48e       | serie 12: 5de in 52,8                               |
| Georgios Karageorgos                                                           | 800m (m)                 | series    | serie 5: 7de                                        |
| Vasilios Mavroidis                                                             | 800m (m)                 | series    | serie 2: 5de in 1.57,4                              |
| Stylianos Stratakos                                                            | 800m (m)                 | series    | serie 6: 5de in 2.02,2                              |
| Vasilios Mavroidis                                                             | 1500m (m)                | series    | serie 3: 7de                                        |
| Vasilios Mavrapostolos                                                         | 5000m (m)                | series    | serie 2: 9de                                        |
| Petros Krosfilit-Omiros                                                        | 110m horden (m)          | series    | serie 3: 6de                                        |
| Lazaros Petropoulakis                                                          | 110m horden (m)          | series    | serie 2: 4de                                        |
| Lazaros Petropoulakis                                                          | 400m horden (m)          | 24e       | serie 2: 3de in 57,9                                |
| Vasilios Mavrapostolos                                                         | 3000m steeplechase (m)   | series    | serie 2: 9de                                        |
| Vasilios Mavroidis Stefanos Petrakis Lazaros Petropoulakis Stylianos Stratakos | 4x400m (m)               | 13e       | serie 3: 5de in 3.33,0                              |
| Stylianos Kyriakides                                                           | marathon (m)             | 18e       | 2:49.00,0                                           |
| Athanasios Ragazos                                                             | marathon (m)             | DNF       | niet gefinisht                                      |
| Kyros Marinis                                                                  | verspringen (m)          | 17e       | kwalificatie groep A: 9de met 6,75m                 |
| Ioannis Lambrou                                                                | hoogspringen (m)         | 21e       | kwalificatie: 21ste met 1,84m                       |
| Theodosios Balafas                                                             | polsstokhoogspringen (m) | 14e       | kwalificatie: 14de met 3,80m                        |
| Konstantinos Giataganas                                                        | kogelstoten (m)          | 9e        | kwalificatie: 9de met 14,63m finale: 9de met 14,54m |
| Nikolaos Syllas                                                                | discuswerpen (m)         | 9e        | kwalificatie: 6de met 47,03m finale: 7de met 47,25m |
|                                                                                |                          |           |                                                     |
| Domnitsa Lanitou-Kavoudinou                                                    | 80m horden (v)           | series    | serie 2: 5de                                        |

### Roeien
| Olympiër                                                                                | Discipline   | Resultaat | Prestatie                                                     |
| --------------------------------------------------------------------------------------- | ------------ | --------- | ------------------------------------------------------------- |
| Faidon Matthaiou                                                                        | skiff (m)    | 13e       | serie 5: 2de 1ste ronde herkansingen: 3de in 8.13,9           |
| Iakovidis Diakoumakos Georgios Venieris Grigorios Emmanouil                             | twee-met (m) | 9e        | serie 3: 2de in 8.21,9 1ste ronde herkansingen: 3de in 8.17,3 |
| Filas Paraskevaidis Nikos Filippidis Iraklis Klangas Nikos Nikolaou Grigorios Emmanouil | vier-met (m) | 15e       | serie 1: 2de in 7.07,2 1ste ronde herkansingen: 2de in 7.17,1 |

### Schermen
| Olympiër                                                                                        | Discipline      | Resultaat | Prestatie                                                                          |
| ----------------------------------------------------------------------------------------------- | --------------- | --------- | ---------------------------------------------------------------------------------- |
| Ioannis Karamazakis                                                                             | degen (m)       | 61e       | 1ste ronde groep 4: 7de met 1 overwinning                                          |
| Athanasios Nanopoulos                                                                           | degen (m)       | 63e       | 1ste ronde groep 6: 7de met 2 overwinningen                                        |
| Andreas Skotidas                                                                                | degen (m)       | 38e       | 1ste ronde groep 5: 4de met 3 overwinningen kwartfinale 1: 7de met 0 overwinningen |
| Athanasios Nanopoulos Andreas Skotidas Stefanos Zintzos Konstantinos Bembis Ioannis Karamazakis | degen team (m)  | 20e       | 1ste ronde groep 7: 3de met 0 overwinningen                                        |
| Konstantinos Bembis                                                                             | floret (m)      | 44e       | 1ste ronde groep 4: 6de met 3 overwinningen                                        |
| Ioannis Karamazakis                                                                             | floret (m)      | 42e       | 1ste ronde groep 2: 6de met 2 overwinningen                                        |
| Stefanos Zintzos                                                                                | floret (m)      | 47e       | 1ste ronde groep 8: 6de met 2 overwinningen                                        |
| Athanasios Nanopoulos Stefanos Zintzos Konstantinos Bembis Ioannis Karamazakis                  | floret team (m) | 14e       | 1ste ronde groep 2: 3de met 0 overwinningen                                        |
| Ioannis Karamazakis                                                                             | sabel (m)       | 60e       | 1ste ronde groep 4: 7de met 1 overwinning                                          |
| Nikolaos Khristogiannopoulos                                                                    | sabel (m)       | 54e       | 1ste ronde groep 5: 6de met 1 overwinning                                          |
| Athanasios Nanopoulos                                                                           | sabel (m)       | 56e       | 1ste ronde groep 7: 6de met 0 overwinningen                                        |
| Athanasios Nanopoulos Nikolaos Khristogiannopoulos Andreas Skotidas Ioannis Karamazakis         | sabel team (m)  | 17e       | 1ste ronde groep 5: 3de met 0 overwinningen                                        |

### Schietsport
| Olympiër              | Discipline              | Resultaat | Prestatie                       |
| --------------------- | ----------------------- | --------- | ------------------------------- |
| Athanasios Aravositas | 50m geweer liggend (m)  | 65e       | 570 punten: (91-96-97-95-94-97) |
| Ilias Valatas         | 50m geweer liggend (m)  | 38e       | 586 punten: (96-98-98-97-99-98) |
| Georgios Vikhos       | 50m geweer liggend (m)  | 40e       | 586 punten: (97-99-98-98-99-95) |
| Vangelis Khrysafis    | 50m pistool (m)         | 32e       | 509 punten: (83-86-83-79-88-90) |
| Georgios Stathis      | 50m pistool (m)         | 44e       | 484 punten: (85-75-80-89-75-80) |
| Nikolaos Tzovlas      | 50m pistool (m)         | 33e       | 508 punten: (83-88-82-85-82-88) |
| Vangelis Khrysafis    | 25m snelvuurpistool (m) | 11e       | 554 punten: (279-275)           |
| Konstantinos Mylonas  | 25m snelvuurpistool (m) | 53e       | 511 punten: (271-240)           |
| Georgios Vikhos       | 25m snelvuurpistool (m) | 36e       | 518 punten: (269-249)           |

### Waterpolo
| Olympiër | Discipline | Resultaat | Prestatie                                                          |
| --- | ---------- | --------- | ------------------------------------------------------------------ |
| Richardos Brousalis Nikolaos Melanofidis Alexandros Monastiriotis Emmanuel Papadopoulos Ioannis Papastefanou Dimitrios Provatopoulos Dimosthenis Stabolis Dimitrios Zografos | mannen     | 13-18e    | 1ste ronde groep F: 3de V van Frankrijk: 1-7 V van Argentinië: 2-6 |

| 1ste ronde Groep F |             |             |             |             |             |            |            |            |        |
| #                  | Land        | Wedstrijden | Wedstrijden | Wedstrijden | Wedstrijden | Doelpunten | Doelpunten | Doelpunten | Punten |
| #                  | Land        | G           | W           | G           | V           | V          | T          | Saldo      | Punten |
| 1                  | Frankrijk   | 2           | 2           | 0           | 0           | 11         | 2          | +9         | 4      |
| 2                  | Argentinië  | 2           | 1           | 0           | 1           | 7          | 6          | +1         | 2      |
| 3                  | Griekenland | 2           | 0           | 0           | 2           | 3          | 13         | -10        | 0      |

| Ronde      | Plaats      | Land | Score      | Land |
| ---------- | ----------- | ---- | ---------- | ---- |
| Groepsfase |             |      |            |      |
| Londen     | Griekenland | 1-7  | Frankrijk  |      |
| Londen     | Griekenland | 2-6  | Argentinië |      |

### Wielersport
| Olympiër                                            | Discipline            | Resultaat | Prestatie      |
| Baan                                                | Baan                  | Baan      | Baan           |
| --------------------------------------------------- | --------------------- | --------- | -------------- |
| Manthos Kaloudis                                    | sprint (m)            | onbekend  |                |
| Weg                                                 |                       |           |                |
| Manthos Kaloudis                                    | wegwedstrijd (m)      | DNF       | niet gefinisht |
| Evangelos Kouvelis                                  | wegwedstrijd (m)      | DNF       | niet gefinisht |
| Petros Leonidis                                     | wegwedstrijd (m)      | DNF       | niet gefinisht |
| Manthos Kaloudis Evangelos Kouvelis Petros Leonidis | wegwedstrijd team (m) | DNF       | niet gefinisht |

### Worstelen
| Olympiër             | Discipline  | Resultaat   | Prestatie |
| Vrije stijl          | Vrije stijl | Vrije stijl | Vrije stijl |
| -------------------- | ----------- | ----------- | --- |
| Spyros Defteraios    | -87kg (m)   | 7e          | 1ste ronde: W van EGY El-Zaim 2de ronde: V van CAN Payette 3de ronde: V van SWE Fahlkvist                                  |
| Grieks-Romeins       |             |             | |
| Nikolaos Biris       | -57kg (m)   | 8e          | 1ste ronde: W van GBR Irvine 2de ronde: V van TUR Kaya 3de ronde: V van FIN Lempinen                                       |
| Antonios Gryllos     | -62kg (m)   | 11e         | 1ste ronde: V van ITA Campanella 2de ronde: W van ARG Blebel: 2-1 3de ronde: V van EGY Kandil                              |
| Georgios Petmezas    | -67kg (m)   | 6e          | 1ste ronde: W van EGY Osman: 3-0 2de ronde: W van ARG Rosado 3de ronde: V van NOR Eriksen 4de ronde: V van LIB Damage: 0-3 |
| Athanasios Kambaflis | -87kg (m)   | 11e         | 1ste ronde: V van ITA Silvestri: 0-3 2de ronde: V van BEL Istaz: 0-3                                                       |

### Zeilen
| Olympiër                                                                    | Discipline | Resultaat | Prestatie                       |
| --------------------------------------------------------------------------- | ---------- | --------- | ------------------------------- |
| Georgios Calambokidis C. Carolou Konstantinos Potamianos Nikolaos Vlangalis | star       | 10e       | 2532 punten: (8-12-9-11-10-9-4) |

### Zwemmen
| Olympiër                    | Discipline          | Resultaat | Prestatie               |
| --------------------------- | ------------------- | --------- | ----------------------- |
| Panagiotis Khatzikyriakakis | 100m vrije slag (m) | 40e       | series: 40ste in 1.07,4 |
| Nikolaos Melanofeidis       | 100m rugslag (m)    | 38e       | serie 3: 7de in 1.22,0  |

Afghanistan · Argentinië · Australië · België · Bermuda · Birma · Brazilië · Brits-Guiana · Canada · Ceylon · Chili · Colombia · Cuba · Denemarken · Egypte · Filipijnen · Finland · Frankrijk · Griekenland · Groot-Brittannië · Hongarije · Ierland · IJsland · India · Irak · Iran · Italië · Jamaica · Joegoslavië · Libanon · Liechtenstein · Luxemburg · Malta · Mexico · Monaco · Nederland · Nieuw-Zeeland · Noorwegen · Oostenrijk · Pakistan · Panama · Peru · Polen · Portugal · Puerto Rico · Republiek China · Singapore · Spanje · Syrië · Trinidad en Tobago · Tsjecho-Slowakije · Turkije · Uruguay · Venezuela · Verenigde Staten · Zuid-Afrika · Zuid-Korea · Zweden · Zwitserland